# Hold Up Tour - Live in Paris
Albums de Saïan Supa Crew
Hold up
(2005)
Hold Up Tour - Live in Paris est le 4e album, et le premier album live du collectif Saïan Supa Crew, sorti en 2006.

## Liste des titres
1. Blow
2. X Raisons
3. J'adore ça
4. Zonarisk
5. Jungle
6. La Patte
7. Police
8. Beat Box 1
9. Originales
10. La Preuve Par 3
11. Soldats
12. Ol Dirty Beat Box
13. Angela
14. Jacko
15. A Co'mow
16. Hold up
17. Rouge sang
18. Demande toi
19. Raz de marée
20. Ragots